# Мамушев Ігор Іванович
І́гор Іва́нович Мамушев — композитор, піаніст, поет, інструменталіст та головний концертмейстер Заслуженого академічного Ансамблю пісні і танцю Збройних Сил України.

## З життєпису
1976 року закінчив Луганське державне музичне училище, 1981-го — Київську державну консерваторію. Активно концертував (Азербайджан, Голландія, Казахстан, Польща, Росія), акомпанував Євдокії Колесник, Миколі Кондратюку, Олександру Пономарьову, Володимиру Тимохіну. Пише музику до кінофільмів кіностудії ім. Довженка, театральних постанов.
Записи музичних творів за його участі зберігаються в фонді Державної телерадіокомпанії України. Відомості здобули його імпровізації в моноспектаклі Ади Роговцевої на вірші Анни Ахматової та Марини Цвєтаєвої.
Вийшло друком його 14 книг поезії та прози, 4 композиторські та фортепіанні альбоми.

## Нагороди
За особисту мужність і героїзм, виявлені у захисті державного суверенітету та територіальної цілісності України, вірність військовій присязі під час бойових дій та при виконанні службових обов'язків, відзначений —
- 13 серпня 2015 року — почесним званням заслуженого артиста України.